# Kandyse McClure
Pour les articles homonymes, voir McClure.
Kandyse McClure est une actrice canadienne d'origine sud-africaine, née le 22 mars 1980 en Afrique du Sud.

## Biographie
Elle vit depuis 2005 à Vancouver en Colombie-Britannique et a la double citoyenneté sud-africaine et canadienne. McClure commence sa carrière de comédienne en 1999 après avoir obtenu un diplôme dans ce même domaine. Elle est principalement connue pour son rôle de Sue Snell dans l'adaptation de Carrie et celui de Anastasia « Dee » Dualla dans la série Battlestar Galactica.

## Filmographie

### Cinéma
- 2000 : Roméo doit mourir (Romeo Must Die) : une employée
- 2001 : Spot (See Spot Run) : la jolie fille
- 2008 : Barbie et la Magie de Noël (Barbie in a Christmas Carol) (vidéo) : Catherine (voix)
- 2011 : Mother's Day de Darren Lynn Bousman : Gina Jackson
- 2014 : Le septième fils de Sergueï Bodrov : Sarikin
- 2015 : Manipulation (Careful What You Wish For) d'Elizabeth Allen : Angela « Angie » Alvarez
- 2021 : Demonic de Neill Blomkamp : Sam

### Télévision

#### Téléfilms
- 1999 : In a Class of His Own : Brandy
- 2000 : 2gether (TV): Danielle
- 2000 : Le secret du manoir (The Spiral Staircase) : Monica
- 2001 : Passion et préjudice (Passion and Prejudice) : Tamara
- 2001 : Plongée mortelle (Return to Cabin by the Lake) : Jade
- 2002 : L.A. Law: The Movie : Yvonne
- 2002 : Une place au soleil (Framed)
- 2002 : Carrie : Sue Snell
- 2003 : Femmes à Hollywood (Hollywood Wives: The New Generation) : Saffron
- 2006 : La Fille du Père Noël (Santa Baby) : Donna Campbell
- 2009 : Children of the Corn : Vicky Stanton
- 2010 : La Double Vie de Samantha (The Client List) : Laura

#### Séries télévisées
- 2000 : Cœurs rebelles (Higher Ground) (série télévisée) : Katherine Ann 'Kat' Cabot
- 2000 : Unité 9 (Level 9) (série télévisée) : Megan
- 2001 : Au-delà du réel : L'aventure continue (saison 7 épisode 16) (The Outer Limits) (série télévisée) : Brianna Lake
- 2002 : Les chemins de l'étrange (Mysterious Ways) (série télévisée) : Julie
- 2002 : Dark Angel (série télévisée) : Annie Fisher (une aveugle qui va créer des liens particuliers avec Joshua, saison 2)
- 2002 : Jeremiah (série télévisée) : Elizabeth
- 2003 : Battlestar Galactica : Dualla
- 2003 : La Treizième Dimension (The Twilight Zone) (série télévisée, épisode 25 : la mise en garde) : Gwen
- 2003 : Black Sash (série télévisée)
- 2003 : Jake 2.0 (série télévisée) : Anna (saison 1 épisode 11)
- 2004 : Andromeda (série télévisée) : Zara
- 2005 : Coroner Da Vinci (Da Vinci's Inquest) (série télévisée) : Marla
- 2005 : Smallville (série télévisée) : Harmony / Dawn Stiles (saison 4 épisode 18)
- 2006 : Whistler (série télévisée) : Lisa
- 2007 : Sanctuary (série télévisée) : Meg
- 2008 : Le Diable et moi (Reaper) (série télévisée) : Cassidy
- 2008 : Sanctuary (série télévisée) : Meg
- 2009 : Battlestar Galactica (série télévisée) : officier Anastasia Dualla
- 2009 : Persons Unknown (série télévisée) : Erica
- 2010 : Barbie et la Magie de la mode (vidéo) : Grace (voix)
- 2012 : Alphas (série télévisée) : Agnes Walker
- 2013 : Hemlock Grove (série télévisée)  : Clementine Chasseur
- 2013 : Les Mystères de Haven (série télévisée) : Carrie Benson (Saison 4 épisode 7)
- 2016 : Supernatural (série télévisée) : Sheriff  A. Tyson (Saison 11 épisode 19)
- 2017 : Good Doctor (série télévisée) : Celez (saison 1 épisodes 6 & 17)
- 2017 : Ghost Wars (série télévisée) : Dr Landis Barker
- 2019 : V wars (série télévisée) : O'Hagan
- 2022 : Snowpiercer (série télévisée) : Tail Boss (saison 3)
- 2022 : Motherland: Fort Salem : Nicte Batan (saison 3)
- Depuis 2023 : Virgin River : Kaia Bryant